# Pandava hunanensis
Pandava hunanensis is een spinnensoort in de taxonomische indeling van de rotskaardespinnen (Titanoecidae).
Het dier behoort tot het geslacht Pandava. De wetenschappelijke naam van de soort werd voor het eerst geldig gepubliceerd in 2001 door Chang-Min Yin & Y. H. Bao.